# Aquila (Tessin)
Pour les articles homonymes, voir Aquila.
Aquila est une ancienne commune suisse du canton du Tessin.
Elle a fusionné avec les communes de Campo, Ghirone, Olivone et Torre le 22 octobre 2006 pour former la commune de Blenio.

Vue aérienne (1953).

## Monuments et curiosités
L'église paroissiale San Vittore Mauro est mentionnée dès 1213. Reconstruite en 1728, elle conserve des parties médiévales dans la face sud et dans la partie inférieure du clocher. Pour le reste, son aspect est baroque. Le mobilier date pour l'essentiel du XVIIIe s. Sur la poutre de gloire est visible un crucifix en bois du XVe s.

## Personnalités liées à la commune
- Le chanteur et guitariste Michel Buzzi, né en 1948, est originaire d'Aquila[réf. nécessaire].
- Le chanteur et interprète Davide Buzzi, né en 1968, est originaire d'Aquila[2].